# Parc de la Cabosse
La Cabosse est un parc d'attractions s'annonçant comme le premier parc d'attractions et de loisirs de la Basse-Normandie, ouvert un dimanche de mai 1970, sur la commune de Jurques.
En 1977, il s'est transformé en Parc zoologique de Jurques.

## Histoire

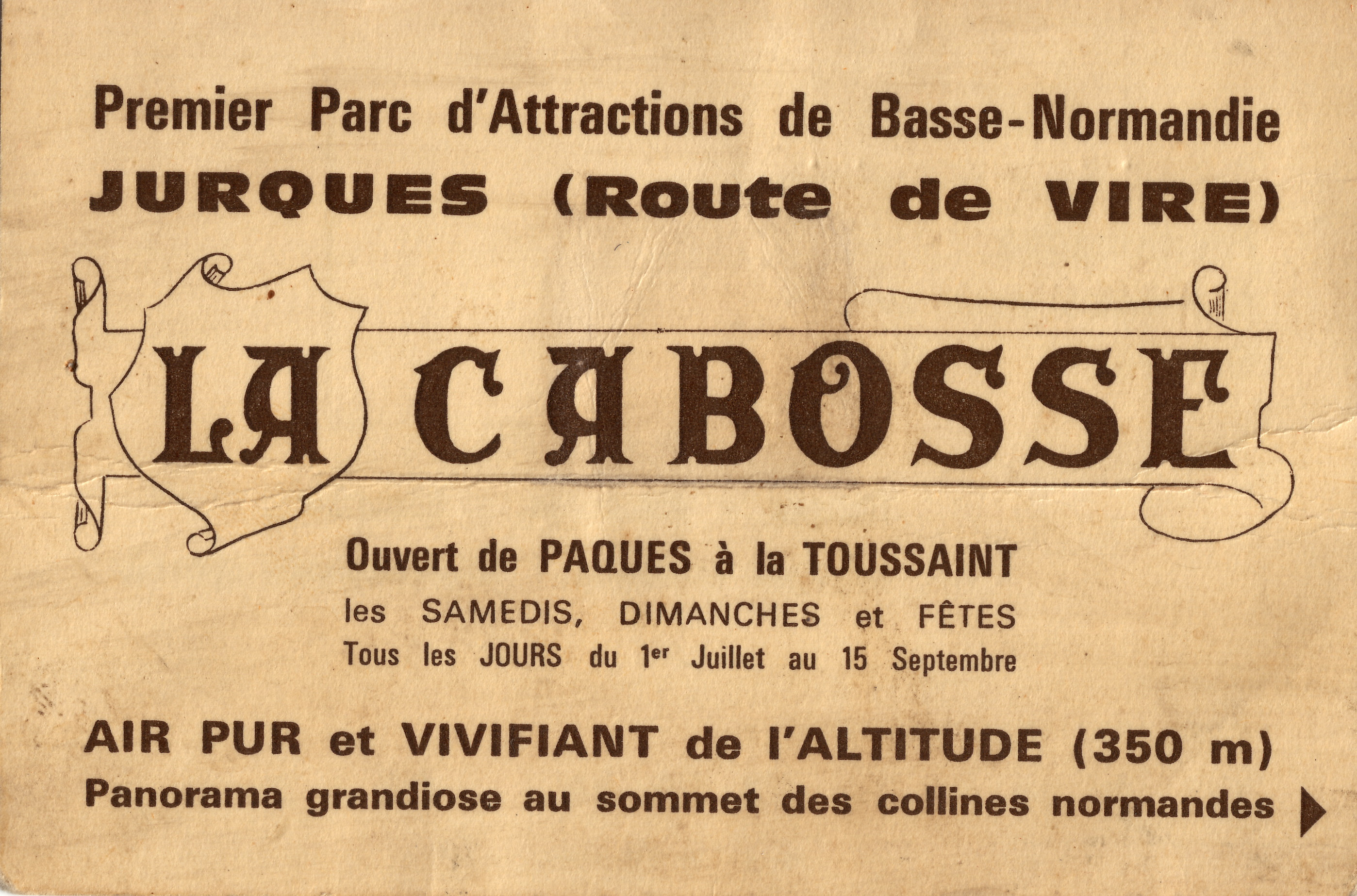
carton publicitaire

Jouissant d'un panorama exceptionnel sur le bocage normand sur les hauteurs de la commune de Jurques, les 5 hectares du parc de verdure parmi les bruyères furent le refuge des noces campagnardes de 1970 à 1975.
La Cabosse fut d'abord une aventure familiale. L'idée ayant germée dans l'esprit d'un décorateur caennais, Roger Lebel, qui revenant d'un voyage en Belgique partagea son enthousiasme à ses beaux-frères, Raymond Lebel, René Ozenne et leurs épouses. Après de nombreux efforts financiers et humains, ils devinrent ainsi les fondateurs du premier parc du genre de la région bas-normande. Le parc ouvre le 16 mai 1970 et accueille chaque dimanche de 1 200 à 1 500 visiteurs.
Cette entreprise extraordinaire marqua probablement la famille des promoteurs dont certains de leurs enfants à leur tour gardèrent cet esprit d'entreprendre. L'un d'entre eux par exemple créa le parc d'attractions Festyland.
Le parc est vendu et le site accueille le parc zoologique de Jurques en 1977.

## Attractions

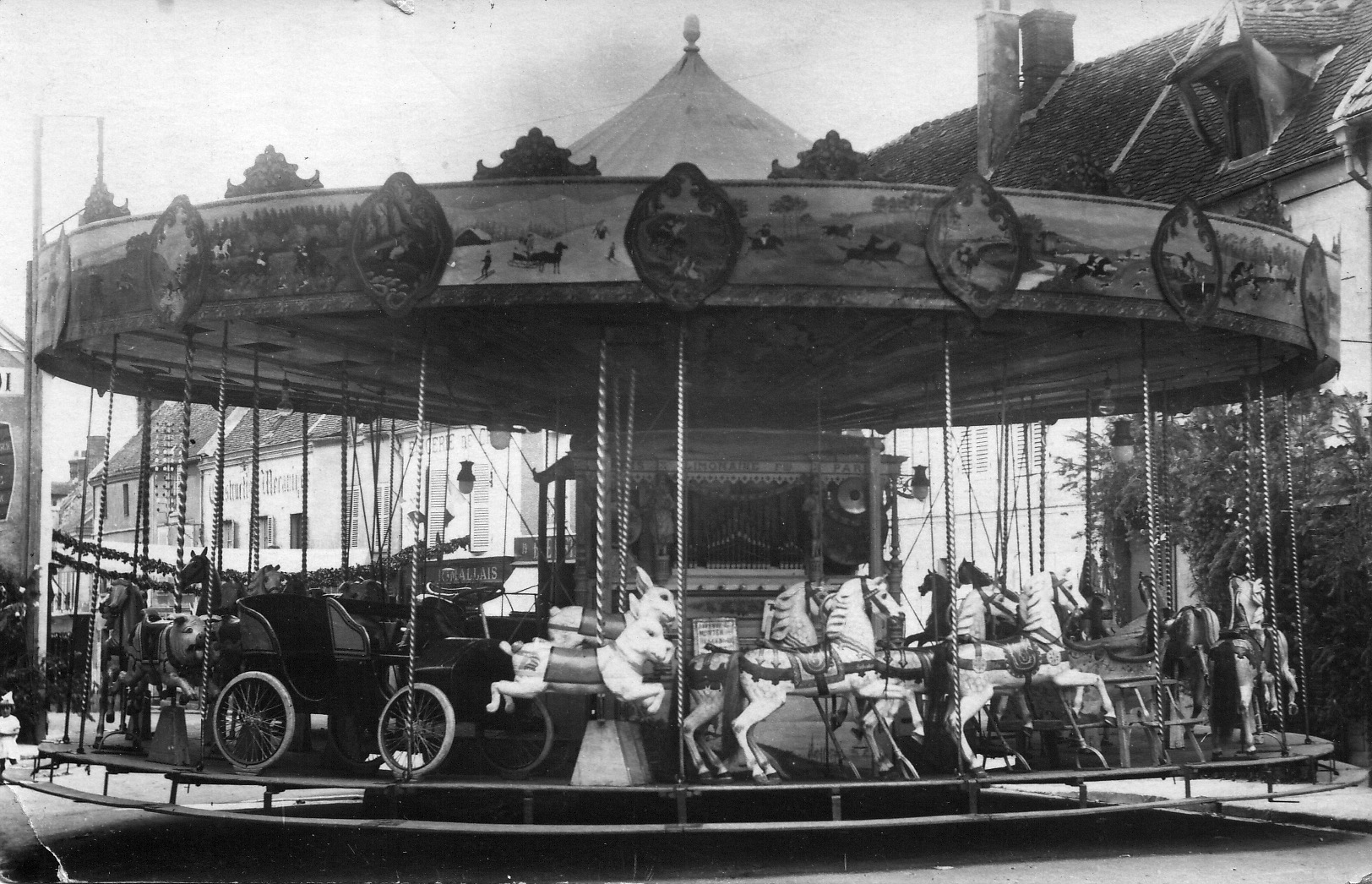
Le carrousel

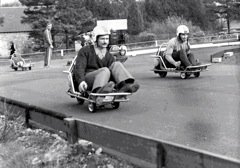
Le SurfRacing

Parmi les attractions les plus prisées de l'époque se trouvait un vrai carrousel aux dimensions impressionnantes pourvu de chevaux de bois datant de 1870 ainsi que d'un orgue de barbarie Limonaire. Ce manège aurait été celui entrevu dans les premiers plans du film Il est minuit, Docteur Schweitzer.[réf. nécessaire]
En dehors de ce carrousel situé à l'entrée du parc en face du "château", appellation locale de la belle bâtisse du XIXe siècle, on pouvait trouver :
- un autorail
- une piste pour bicyclettes humoristiques aux roues excentrées
- une piste de mini kartings électriques pour enfants
- des tonneaux, toboggans, balançoires et tourniquets en bois
- un manège de poneys
- une piste de "surf' racing" ; kartings pour adultes
- une salle de bar
- une piste de danse dans une grange aménagée avec un juke-box
- un snack crêperie friterie
- deux pistes de bowling
- un stand de tir à l'arc